# یانوس ماراندی
یانوس ماراندی (استونیایی: Jaanus Marrandi؛ زادهٔ ۲۳ مارس ۱۹۶۳)  سیاستمدار و نماینده سابق مجلس اهل استونی است.